# Liste des monuments historiques de Villeneuve-lès-Avignon
Ce tableau présente la liste de tous les monuments historiques classés ou inscrits dans la ville de Villeneuve-lès-Avignon, Gard, en France.

## Liste
| Monument                                                                              | Adresse                                            | Coordonnées                      | Notice         | Protection            | Date                                    | Illustration                                                                        |
| ------------------------------------------------------------------------------------- | -------------------------------------------------- | -------------------------------- | -------------- | --------------------- | --------------------------------------- | ----------------------------------------------------------------------------------- |
| Chapelle des Pénitents gris de Villeneuve-lès-Avignon                                 |                                                    | 43° 57′ 56″ nord, 4° 47′ 44″ est | « PA00103302 » | Classé                | 1934                                    | Chapelle des Pénitents gris de Villeneuve-lès-Avignon                               |
| Chartreuse Notre-Dame-du-Val-de-Bénédiction                                           |                                                    | 43° 57′ 59″ nord, 4° 47′ 51″ est | « PA00103303 » | Classé Inscrit Classé | 1862 1905 1910 1911 1928 1936 1937 1939 | Chartreuse Notre-Dame-du-Val-de-Bénédiction                                         |
| Collégiale Notre-Dame de Villeneuve-lès-Avignon collégiale, cloître                   | Place Meissonnier                                  | 43° 57′ 48″ nord, 4° 47′ 48″ est | « PA00103305 » | Classé                | 1862                                    | Collégiale Notre-Dame de Villeneuve-lès-Avignoncollégiale, cloître                  |
| École primaire Montolivet                                                             | 5 rue de Montolivet                                | 43° 57′ 45″ nord, 4° 47′ 42″ est | « PA00103304 » | Classé                | 1947                                    | École primaire Montolivet                                                           |
| Fort Saint-André, incluant l'ancienne abbaye Saint-André                              |                                                    | 43° 57′ 55″ nord, 4° 48′ 03″ est | « PA00103306 » | Classé                | 1903 1906 1926 1927 1939 1947           | Fort Saint-André, incluant l'ancienne abbaye Saint-André                            |
| Hôtel du Prince de Conti Hôtel de Calvet de Montolivet                                | 43, 45 rue de la République                        | 43° 57′ 55″ nord, 4° 47′ 47″ est | « PA00103308 » | Classé Inscrit        | 1981 2002                               | Hôtel du Prince de ContiHôtel de Calvet de Montolivet                               |
| Hôtel de Roux                                                                         | 57, 59 rue de la République                        | 43° 57′ 57″ nord, 4° 47′ 46″ est | « PA30000042 » | Inscrit               | 2002                                    | Hôtel de Roux                                                                       |
| Livrée cardinalice d'Arnaud de Via                                                    | 1 rue de la République                             | 43° 57′ 49″ nord, 4° 47′ 49″ est | « PA00103310 » | Inscrit Classé        | 2001 2002                               | Image manquante Téléverser                                                          |
| Livrée du cardinal Pierre de Luxembourg Hôtel de Boucoiran Musée Pierre-de-Luxembourg | 3 rue de la République                             | 43° 57′ 49″ nord, 4° 47′ 48″ est | « PA00103309 » | Classé                | 1983                                    | Livrée du cardinal Pierre de LuxembourgHôtel de BoucoiranMusée Pierre-de-Luxembourg |
| Livrée cardinalice de Canilhac                                                        | Place de l'Oratoire 14 rue de l'Hôpital            | 43° 57′ 44″ nord, 4° 47′ 47″ est | « PA00103307 » | Inscrit               | 2005                                    | Livrée cardinalice de Canilhac                                                      |
| Livrée du cardinal de Giffone                                                         | Rue Montée-du-Fort                                 | 43° 57′ 52″ nord, 4° 47′ 53″ est | « PA00103320 » | Inscrit               | 1925                                    | Livrée du cardinal de Giffone                                                       |
| Livrée de la Thurroye ou du cardinal Pierre de Thury Palais du cardinal de Deaux      | 51, 55 rue de la République Impasse de la Thurroye | 43° 57′ 56″ nord, 4° 47′ 46″ est | « PA30000032 » | Inscrit               | 2003                                    | Livrée de la Thurroye ou du cardinal Pierre de ThuryPalais du cardinal de Deaux     |
| Maison                                                                                | Rue des Peintres Rue La-Tour                       | 43° 57′ 33″ nord, 4° 47′ 51″ est | « PA00103319 » | Classé                | 1931                                    | Maison                                                                              |
| Maison à arcades                                                                      | Place de l'Église Rue de l'Hôpital                 | à géolocaliser                   | « PA00103311 » | Inscrit               | 1932                                    | Maison à arcades                                                                    |
| Maison à arcades                                                                      | Place de l'Église Rue de l'Hôpital                 | à géolocaliser                   | « PA00103312 » | Inscrit               | 1932                                    | Maison à arcades                                                                    |
| Maison à arcades                                                                      | Place de l'Église Rue de l'Hôpital                 | à géolocaliser                   | « PA00103313 » | Inscrit               | 1932                                    | Maison à arcades                                                                    |
| Maison à arcades                                                                      | Place de l'Église Rue de l'Hôpital                 | à géolocaliser                   | « PA00103314 » | Inscrit               | 1932                                    | Maison à arcades                                                                    |
| Maison à arcades                                                                      | Place de l'Église Rue de l'Hôpital                 | à géolocaliser                   | « PA00103315 » | Inscrit               | 1932                                    | Maison à arcades                                                                    |
| Maison à arcades                                                                      | Place de l'Église Rue de l'Hôpital                 | à géolocaliser                   | « PA00103316 » | Inscrit               | 1932                                    | Maison à arcades                                                                    |
| Maison à arcades                                                                      | Place de l'Église Rue de l'Hôpital                 | à géolocaliser                   | « PA00103317 » | Inscrit               | 1932                                    | Maison à arcades                                                                    |
| Maison à arcades                                                                      | Place de l'Église Rue de l'Hôpital                 | 43° 57′ 47″ nord, 4° 47′ 48″ est | « PA00103318 » | Inscrit               | 1932                                    | Maison à arcades                                                                    |
| Maison médiévale                                                                      | 2 rue Montée-du-Fort 1 rue du Bourguet             | 43° 57′ 51″ nord, 4° 47′ 51″ est | « PA30000036 » | Inscrit               | 2001                                    | Maison médiévale                                                                    |
| Porte de la rue de la République                                                      | 82, 93 rue de la République 1, 2 place de la Croix | 43° 58′ 02″ nord, 4° 47′ 45″ est | « PA00103321 » | Inscrit               | 1935                                    | Porte de la rue de la République                                                    |
| Prieuré de Montaut                                                                    | 2 chemin de Monteau                                | 43° 57′ 35″ nord, 4° 47′ 27″ est | « PA30000012 » | Inscrit               | 1997                                    | Image manquante Téléverser                                                          |
| Tour Philippe-le-Bel                                                                  | Rue Montée-de-la-Tour                              | 43° 57′ 31″ nord, 4° 47′ 51″ est | « PA00103322 » | Classé                | 1862                                    | Tour Philippe-le-Bel                                                                |